# Баласаускандик (рудник)
Баласаускандик (рудник) – експериментальний гірничодобувний майданчик у Кизилординській області на півдні Казахстану, щодо якого є плани із розгортання повномасштабного видобутку ванадію.
Родовище, яке містить ванадій та певні обсяги молібдену, урану та рідкісноземельних елементів, відкрили ще в 1940 році. Втім, мала концентрація цільового елементу, а також необхідність розробки технології його вилучення із чорносланцевих порід, тривалий час стримували спроби розпочати розробку. Нарешті, в 2008 (за іншими даними – 2010) році британська Ferroalloys Resource, яка діє через ТОВ «Фирма «Балауса», відкрила тут дослідний кар’єр. В 2013-му видобуток руди тут досягнув 15 тисяч тон, при цьому після переробки ванадій вилучали у формі метаванадату амонію (напівпродукт для отримання пентаоксида ванадію), в обсягах кілька десятків тон на рік.
Експериментальна розробка показала технічну можливість переробки порід родовища, проте підтвердила, що рентабельність процесу можлива лише при великому масштабі робіт. Зокрема, називались планові обсяги у щорічний видобуток 4 млн руди (ресурси Баласаускандик становлять біля 100 млн тон) із отриманням 24 тисяч тон пентаоксиду ванадію.
Станом на другу половину 2010-х Ferroalloys Resource використовувала наявне обладнання для переробки імпортованого ванадієвмісного концентрату з отриманням 200 – 450 тон пентаоксиду ванадію на рік (в залежності від його вмісту у придбаному концентраті). Також на початку 2020-х запустили установку з виробництва феромолібдену. Що стосується повномасштабної розробки родовища Баласаускандик, то вона потребувала великих інвестицій, про реальність яких поки не повідомлялось.